# Chipul războiului
Chipul războiului (în spaniolă La Cara de la Guerra) (1940) este o pictură în ulei pe pânză suprarealistă realizată în 1940 de pictorul spaniol Salvador Dalí. A fost pictată în timpul unei scurte perioade în care artistul a trăit în California.
Trauma și vederea războiului au servit adesea drept sursă de inspirație pentru opera lui Dalí. El credea uneori că viziunea sa artistică era o premoniție a războiului. Această lucrare a fost pictată între sfârșitul Războiului Civil Spaniol și începutul celui de-al Doilea Război Mondial.
Tabloul înfățișează un chip neînsuflețit care planează pe un peisaj deșertic arid. Chipul este ofilit ca cel al unui cadavru și poartă o expresie de suferință. În orbitele gurii și ale ochilor se află chipuri identice. În gurile și ochii lor, există alte fețe identice, într-un proces care se presupune a fi infinit. În jurul feței mari mișună șerpi mușcători. În colțul din dreapta jos se află o amprentă de mână despre care Dalí a insistat că a fost lăsată de propria mână.
Tabloul se află în proprietatea Museum Boijmans Van Beuningen din Rotterdam.